# Rainette
Pour les articles homonymes, voir Rainette (homonymie).
Pour l’article ayant un titre homophone, voir reinette.
Taxons concernés
- Familles concernées :
  - Hylidae (principalement)
- Genres concernés :
  - Acris
  - Agalychnis
  - Hyla
  - Litoria
  - Osteopilus
  - Pseudacris
  - Scinax

etc

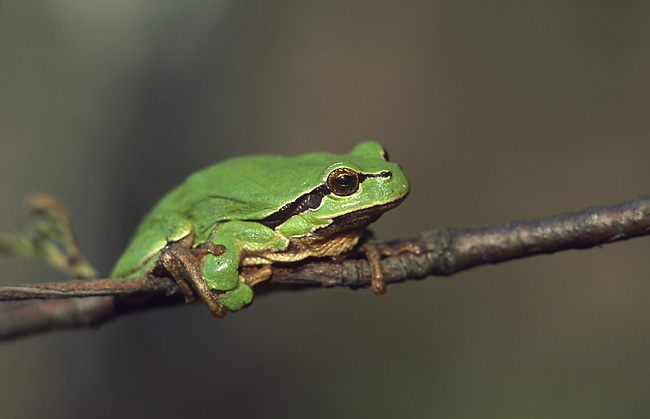
Rainette verte (Hyla arborea), dite aussi Rainette arboricole.

Le terme rainette est le nom vernaculaire donné en français à plusieurs petits amphibiens verts classés dans différents genres, principalement de la famille des Hylidae. Les plus connues en Europe sont la Rainette verte et la Rainette méridionale. Les toponymes Chantereine ou Chantrennes, entre autres déclinaisons, proviennent de variations orthographiques du nom de cet animal et ne correspondent pas à un épisode historique impliquant une souveraine.
Les rainettes sont souvent vertes aux yeux d'or et arboricoles avec des pattes munies de ventouses leur permettant d'adhérer aux tiges et feuilles des plantes, mais ce n'est pas toujours le cas. Une exception est la Rainette grillon (Acris crepitans). Les rainettes sont très souvent considérées comme des grenouilles dans l'usage courant, plus encore que les crapauds, et cela peut être admis dans le langage non formel, mais en réalité ces trois noms vulgaires relèvent de trois familles distinctes en sciences de la vie.

## Quelques espèces nommées «rainette»
Note : certaines espèces ont plusieurs noms.
- Rainette verte d'Amérique — Hyla cinerea
- Rainette arboricole — voir Rainette verte
- Rainette de la Caroline — Hyla squirella
- Rainette criarde - Hyla chrysoscelis
- Rainette crucifère — Hyla crucifer
- Rainette de Cuba — Osteopilus septentrionalis
- Rainette faux-grillon boréale — Pseudacris maculata
- Rainette faux-grillon de l'Ouest - Pseudacris triseriata
- Rainette géante — Litoria infrafrenata
- Rainette grillon — Acris crepitans
- Rainette grillon de Blanchard - Acris blanchardi
- Rainette italienne — Hyla intermedia
- Rainette jaguar — Dendrobates leucomelas
- Rainette de Joly — Scinax jolyi
- Rainette des maisons — Scinax ruber
- Rainette méridionale — Hyla meridionalis
- Rainette nébuleuse — Scinax nebulosus
- Rainette du Pacifique — Pseudacris regilla (syn. Hyla regilla )
- Rainette sarde — Hyla sarda
- Rainette de Savigny — Hyla savignyi
- Rainette-singe — Phyllomedusa bicolor
- Rainette versicolore — Hyla versicolor
- Rainette verte — Hyla arborea
- Rainette de White — Litoria caerulea

## Les rainettes dans la culture

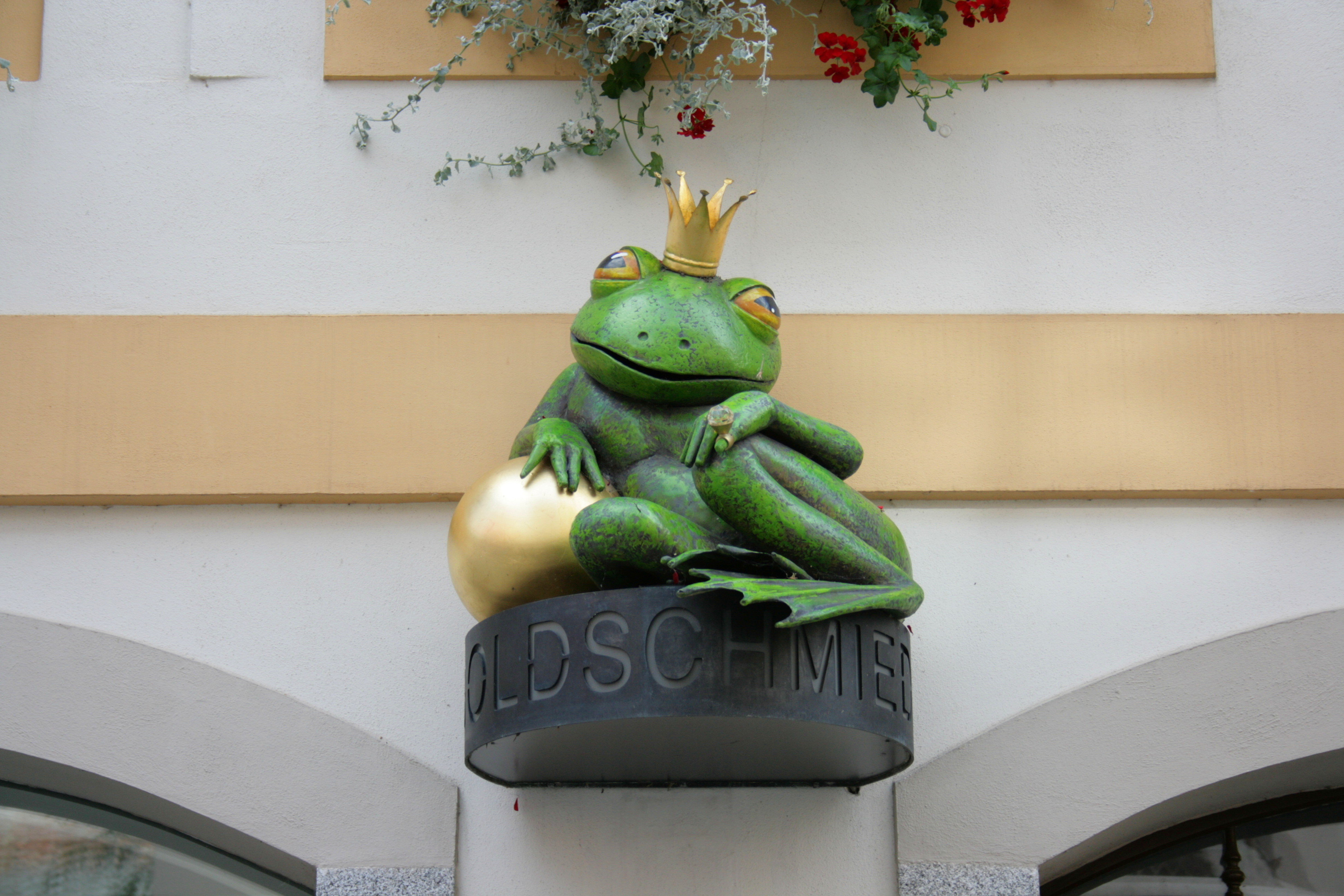
Statue de Rainette couronnée comme enseigne à Bautzen, en Allemagne.

Blason de Rennemoulin

Ce nom prend une connotation particulière vis-à-vis de la légende qui dit qu'une princesse peut rendre sa forme initiale à un prince transformé en grenouille, juste en l'embrassant. 
Pour enfants :
- Juliette la rainette est un personnage des albums jeunesse d'Antoon Krings, Drôles de petites bêtes.
- Rainette et Rossignol est un conte pour enfants de Dany Laurent paru aux Éditions Flammarion, en 1998.
- La rainette est un poème de Gabriel Nigond sélectionné dans le manuel Toute une année de lecture.
- La Rainette (ténor) est un personnage de la fantaisie lyrique L'Enfant et les Sortilèges de Maurice Ravel

Divers :
- Pépé la Rainette est le surnom donné au personnage de Hyacinthe Richard (Michel Serrault) dans le film français Les Enfants du marais.
- La porte dite de la « Reinesse », dans la commune française de Flayosc, ferait référence au culte païen rendu au petit animal.
- Le blason de la commune française Rennemoulin est « d'azur à la fasce ondée d'argent accompagnée en chef d'une roue à aubes d'or en issant et en pointe d'une rainette nageant de même ».
- « Canterane » est le nom d'un ruisseau de la commune française Bonnetan qui vient du gascon et qui signifiait « chante rainette ».